# Hugo Mayer (Politiker, 1899)
Hugo Mayer (* 21. Januar 1899 in Hintertiefenbach; † 22. August 1968 ebenda) war pfälzischer CDU-Politiker und Mitglied des Deutschen Bundestages.

## Leben
Nach der mittleren Reife war Hugo Mayer 1915–1922 auf dem elterlichen Hof tätig. 1923–1924 besuchte er die Provinziallehranstalt für Obst- und Weinbau in Bad Kreuznach. In den folgenden Jahren war er bis 1926 Mitarbeiter bei der Kirner Bank und Prokurist einer Metallwarenfirma in Idar-Oberstein, später führte er einen eigenen landwirtschaftlichen Betrieb.
Hugo Mayer war bereits zum 1. November 1932 in die NSDAP eingetreten (Mitgliedsnummer 1.373.884). Nach 1945 war er als Vertreter der CDU Mitglied des Kreisausschusses und stellvertretender Landrat. In der ersten und zweiten Wahlperiode (1949–1957) vertrat er als direkt gewählter Abgeordneter den Wahlkreis Bad Kreuznach / Birkenfeld im Bundestag. In beiden Wahlperioden arbeitete er als ordentliches Mitglied im Ausschuss für Petitionen mit. In der ersten Wahlperiode gehörte er als ordentliches Mitglied auch dem Ausschuss für Sozialpolitik, als stellvertretendes Mitglied dem für Jugendfürsorge (bis Dezember 1949) an, in der zweiten Wahlperiode war er ordentliches Mitglied des Ausschusses für Besatzungsfolgen, bis Februar 1954 des Ausschusses für Fragen der öffentlichen Fürsorge, bis 1955 des Ausschusses für Sozialpolitik. Als stellvertretendes Mitglied gehörte er dem Ausschuss für Arbeit und seit Januar 1957 dem Ausschuss für Kommunalpolitik an.
In der ersten Legislaturperiode arbeitete er im Ausschuss für Sozialpolitik an den Gesetzentwürfen für die Errichtung der Bundesanstalt für Arbeit, zum Familienlastenausgleich, zum Kinderbeihilfegesetz, zur Entschädigung Kriegsgeschädigter und zum Mutterschutzgesetz. In der zweiten Legislaturperiode arbeitete er im Sozialausschuss am Kindergeldgesetz, an der Arbeiterrentenversicherung sowie am Gesetzentwurf zur Schaffung der Bundesversicherungsanstalt.